# Tiberianus (dichter)
Tiberianus was een Romeins dichter uit de 4e eeuw na Chr., van wie weinig meer bekend is dan dat hij in 355 in Gallia het ambt van praefectus praetorio heeft bekleed.
Van zijn gedichten zijn een paar fragmenten van enige lengte bewaard gebleven, en daarnaast ook enkele fragmenten in de vorm van citaten bij latere auteurs. Uit zijn bewaarde werk blijkt dat hij in verschillende metra (dactylische hexameters, trocheïsche tetrameters, hendecasyllabi) over uiteenlopende onderwerpen schreef, zoals over de loop van een rivier, de vlucht van een vogel, de verderfelijke invloed van het goud, en ook over het opperwezen, waarin pythagoreïsche en platonische elementen zijn te bespeuren.
Vroeger werd weleens aangenomen dat Tiberianus de auteur zou zijn van het anonieme gedicht Pervigilium Veneris, maar dat wordt vandaag de dag vrijwel door elke onderzoeker ontkend.
- Gemeinsame Normdatei: 118939467
- International Standard Name Identifier: 0000 0000 1335 0414
- Library of Congress Control Number: n2011015993
- Nederlandse Thesaurus van Auteursnamen: 07958358X
- Réseau des bibliothèques de Suisse occidentale: 02-A000162213
- Istituto Centrale per il Catalogo Unico: CFIV115002
- LIBRIS: 96910
- Système universitaire de documentation: 074517120
- Virtual International Authority File: 13106750